# Kwaniasøen
Kwaniasøen (Lake Kwania) er en lavvandet ferskvandssø i det centrale Uganda. Søen er tæt forbundet med den store Kyoga Sø sydøst for Kwania. Kyogasøen strømmer så ud i de to andre mindre søer Bugondo og Opeta.
1°43′N 32°42′Ø / 1.717°N 32.700°Ø
|  | Infoboks uden skabelon Denne artikel har en infoboks dannet af en tabel eller tilsvarende. |